# Cristo alla colonna (Caravaggio)
Cristo alla colonna è un dipinto a olio su tela (140×106 cm). Già presso il Palazzo Camuccini di Cantalupo in Sabina, in provincia di Rieti, il quadro poi, negli anni Settanta, ha cambiato proprietà e collocazione. Quest'ultima è ignota.
Incerta è l'attribuzione dell'opera. Per una parte della critica si tratta di una copia da un originale perduto di Caravaggio. Così, per tutti, il Longhi, che per primo pubblicò il dipinto. Longhi ipotizza si tratti di una copia, di elevatissima qualità, eseguita da Vincenzo Camuccini. Per altri autori, sia pur dubitativamente, potrebbe trattarsi di un'opera del Merisi. Così Maurizio Marini.
Dubbia è pure la data di esecuzione del dipinto originario, si tratti o meno di quello già a Cantalupo: l'ipotesi preponderante sembra essere quella della fine XVI secolo, ma non mancano posticipazioni al primo Periodo Napoletano del Caravaggio (1606-7). 
Del quadro esistono altre due versioni, unanimemente ritenute delle copie: una è collocata a Catania ed è attribuita al caravaggesco siciliano Mario Minniti, la seconda si trova a Macerata.